# Projekt 133
Projekt 133, mit dem Decknamen Antares (russisch Антарес), von der NATO als Muravey-Klasse bezeichnet, war eine Klasse von Tragflügelbooten, die in der Sowjetunion im Kalten Krieg, als U-Jagd-Boote für Grenzsicherungsverbände konstruiert wurde.

## Entwicklung
Projekt 133 wurde unter der Leitung von B.F. Orlow Mitte der 1970er-Jahre für die Grenztruppen der UdSSR als Tragflügelboot mit Artillerie und Torpedobewaffnung entwickelt.

## Technik

### Rumpf und Antrieb
Als Antriebssystem sind zwei M-70-Gasturbinen im Rumpf montiert. Sie konnten die Schiffe bei Gleitfahrt auf 61 Knoten beschleunigen.

### Bewaffnung
Hauptbewaffnung war ein 75-mm-L/60-Geschützturm AK-176M, der auf der Back montiert wurde. Zur Verteidigung im Nahbereich wurde eine 30-mm-L/54-Maschinenkanone AK-630M auf den hinteren Teil des Aufbaus gesetzt.
Zur Bekämpfung von U-Booten waren am Heck zwei Torpedorohre im Kaliber 40,6 cm montiert, je eines an Back- und Steuerbord. Sie konnten SET-40-Torpedos ausstoßen. Zusätzlich waren zwei Absetzvorrichtung für Wasserbomben vorhanden.

### Elektronik
Zur Suche nach Luft- und Oberflächenkontakten war auf Projekt 133 ein Radar vom Typ MR-220 „Reyd“ (NATO: „Peel Cone“) eingeplant, das auf dem Mast montiert wurde.
Zur Suche nach U-Booten war ein Tauch-Sonar vom Typ „Ros-K“ am Heck installiert.
Die Feuerleitung der Rohrwaffen wurde durch das MR-123-Radar „Wympel“ (NATO: „Bass Tilt“) unterstützt, dessen Sensor auf dem Peildeck montiert war.

## Boote des Projekts 133
Es wurden elf Boote des Projekts 133 gebaut. Sie wurden zunächst in der sowjetischen Schwarzmeerflotte und der Baltischen Flotte eingesetzt. Nach dem Zusammenbruch der Sowjetunion wurden drei Boote an die Ukraine übergeben. Ein weiteres Boot fiel, noch unfertig, auf der Feodossija-Werft ebenfalls an die Ukraine. Sämtliche Projekt-133-Boote wurden mittlerweile außer Dienst gestellt; die letzten russischen Boote wurden 2009, die ukrainischen bis 2008 aus den Flottenlisten gestrichen.

## Belege und Verweise

### Bemerkungen
1. ↑  11 Boote nach russian-ships.info, 16 nach Tragflügelboot-Entwickler – Aufsatz zum 90. Geburtstag von R.E. Aleksejew
2. ↑  2 × NK-12 mit 18.000 PS nach A.E. Taras
3. ↑  bei A.E. Taras, als einzige Quelle, ist Antares der NATO-Codename und Muravey (deutsch: Ameise) der sowjetische Projektname.
4. ↑  40 kn nach A.E. Taras, während russian-ships.info 61 kn nennt, nach Wertheim sind es dagegen bis zu 65 kn.